# Фалковец
Фалковец е махала в Северозападна България. Тя е част от село Яньовец, община Димово, област Видин.

## География
Махала Фалковец се намира в Предбалкана, на 11 км от центъра на Ружинци. В непосредствена близост до Фалковец се намира устието на Стакевската река в река Лом. Махалата е разположена на свързващия път между Белоградчик и Ружинци.

## История
Първоначално на мястото на днешното село е бил построен крайпътен хан, за когото през 1879 г. свидетелства Феликс Каниц и го описва като prachtiger aussichtspunkt – „великолепна гледка“. В този хан са спирали за да почиват хората от близките села на път за пазара в Ружинци. Махалата съществува от около 1940 г. Впоследствие тя се разраства и се появяват нови къщи.